# Imbrasia
Imbrasia este un gen de molii din familia Saturniidae. Speciile din cadrul acestui gen sunt răspândite în Africa tropicală.

## Specii selectate
- Imbrasia epimethea (Drury, 1822) Camerun
- Imbrasia ertli Rebel, 1904 Zambia
- Imbrasia longicaudata (Holland, 1894)
- Imbrasia obscura (Butler, 1878) Camerun
- Imbrasia truncata Aurivillius, 1908 Camerun
- Imbrasia vesperina Stoneham, 1962